# John Ericson
John Ericson, właśc. Joachim Alexander Ottokar Meibes (ur. 23 września 1926 w Düsseldorfie, zm. 3 maja 2020 w Santa Fe) – amerykański aktor filmowy i telewizyjny pochodzenia niemieckiego. 

## Życiorys

### Wczesne lata
Urodził się w Düsseldorfie w Niemczech jako Joachim Alexander Ottokar Meibes. Jego rodzice, Ellen i Carl (z zawodu chemik), opuścili Niemcy, uciekając przed powstającym reżimem nazistowskim, do Stanów Zjednoczonych. Ericson studiował aktorstwo w American Academy of Dramatic Arts w Nowym Jorku.

### Kariera
W 1951 na Broadwayu zagrał główną rolę Seftona w sztuce Donalda Bevana i Edmunda Trzcinskiego Stalag 17 w reżyserii José Ferrera. W latach 50. nakręcił kilka filmów dla MGM. Jego pierwszą ekranową rolą był wrażliwy młody Phillip Cass, obarczony matką z piekła rodem w dramacie Freda Zinnemanna Teresa (1951) z Pier Angeli. Następnie został obsadzony m.in. jako James Guest w melodramacie muzycznym Charlesa Vidora Rapsodia (Rhapsody, 1954) z Elizabeth Taylor, recepcjonista hotelu Pete Wirth w dreszczowcu Johna Sturgesa Czarny dzień w Black Rock (Bad Day at Black Rock, 1955) ze Spencerem Tracym, jako Brockie Drummond w westernie Czterdzieści rewolwerów (Forty Guns, 1957) z Barbarą Stanwyck oraz w roli szeryfa Barneya Wileya w westernie Klan Hayesów (Day Of The Bad Man, 1958) u boku Freda MacMurraya.
Posiada swoją gwiazdę na Hollywoodzkiej Alei Gwiazd. 

## Filmografia

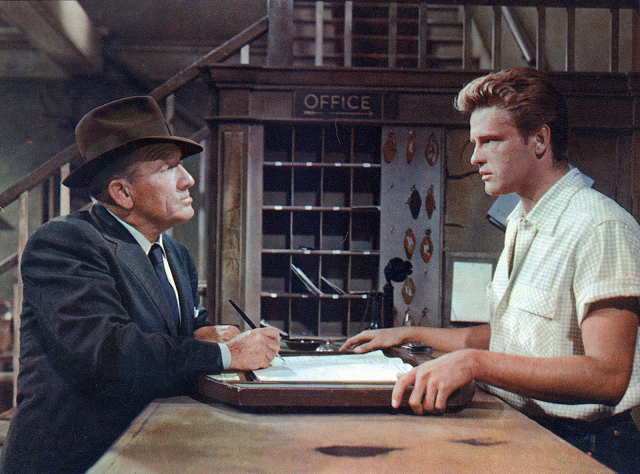
Spencer Tracy i John Ericson w filmie Czarny dzień w Black Rock (1955)

### Filmy
- 1951: Teresa jako Philip
- 1955: Czarny dzień w Black Rock jako Pete Wirth
- 1958: Klan Hayesów jako szeryf Barney Wiley
- 1968: Bamusowy latający spodek jako Fred Norwood
- 1971: Gałki od łóżka i kije od miotły jako pułkownik Heller
- 1984: Final Mission

### Seriale TV
- 1947: Kraft Television Theatre
- 1953: General Electric Theater jako Red
- 1960: Bonanza jako Vince Dagen
- 1965: Ścigany jako Lars
- 1967: Bonanza jako  Wade Hollister
- 1969: Gunsmoke jako Blaine Copperton
- 1970: Ironside jako Fred
- 1972: Ulice San Francisco jako Shelby
- 1977: Sierżant Anderson jako Bert Travis
- 1983: Nieustraszony jako Phillip Royce
- 1983: Drużyna A jako Calvin Cutter
- 1984: Airwolf jako dr Karl Krüger
- 1985: Napisała: Morderstwo jako Henderson Wheatley
- 1987: Szpital miejski jako Eric Ingstrom
- 2008: Miasto gniewu jako ojciec doktora